# آستانه بوم‌شناختی
آستانه بوم‌شناختی یا آستانه اکولوژیک (به انگلیسی: Ecological threshold) نقطه‌ای است که در آن یک تغییر یا آشفتگی نسبتاً کوچک در شرایط خارجی باعث تغییر سریع در یک اکوسیستم می‌شود. هنگامی که یک آستانه بوم‌شناختی پشت سر گذاشته شد، اکوسیستم ممکن است دیگر نتواند به دلیل تاب‌آوری ذاتی خود به حالت اولیه بازگردد. عبور از یک آستانه بوم‌شناختی اغلب منجر به تغییر سریع در سلامت اکوسیستم می‌شود. آستانه بوم‌شناختی نشان‌دهنده غیرخطی بودن پاسخ‌ها در سیستم‌های بوم‌شناختی یا زیست‌شناختی به فشارهای ناشی از فعالیت‌های انسانی یا فرآیندهای طبیعی است. بار بحرانی، تغییر رژیم ، انتقال بحرانی و نقطه اوج نمونه‌هایی از سایر اصطلاح‌های نزدیک به هم هستند.